# Matias Barbosa (kommun)
Matias Barbosa är en kommun i Brasilien.   Den ligger i delstaten Minas Gerais, i den sydöstra delen av landet, 800 km sydost om huvudstaden Brasília. Antalet invånare är 13 435.
Följande samhällen finns i Matias Barbosa:
- Matias Barbosa

Omgivningarna runt Matias Barbosa är huvudsakligen savann. Runt Matias Barbosa är det ganska glesbefolkat, med 27 invånare per kvadratkilometer.